# Список глав государств в 1940 году
| 1939 ← Список глав государств по годам → 1941 |

В списке перечислены лидеры государств по состоянию на 1940 год. В том случае, если ведущую роль в государстве играет коммунистическая партия, указан как де-юре глава государства — председатель высшего органа государственной власти, так и де-факто — глава коммунистической партии.
Цветом выделены страны, в которых в данном году произошли смены власти вследствие следующих событий:
- Получение страной независимости;
- Военный переворот, революция, всеобщее восстание ;
- Президентские выборы;
- парламентские выборы, парламентский кризис;
- Смерть одного из руководителей страны;
- Иные причины.

## Азия
|                                                          | Арабские эмираты (протектораты Великобритании)                                                                             | |                                                                    | |                                      |  |
|                                                          | | Абу-Даби | Эмир                                                               | Шахбут ибн Султан Аль Нахайян | 1928 год—1966 год                    |  |
|                                                          | Аджман | Эмир | Рашид III ибн Хумайд                                               | 1928 год—1981 год |                                      |  |
|                                                          | Дубай | Шейх | Саид ибн Мактум                                                    | 1912 год—1958 год |                                      |  |
|                                                          | Рас-эль-Хайма | Эмир | Султан II ибн Салим                                                | 1921 год—1948 год |                                      |  |
|                                                          | Умм-эль-Кайвайн | Эмир | Ахмад II бин Рашид аль-Муалла                                      | 1929 год—1981 год |                                      |  |
|                                                          | Эль-Фуджайра | Шейх | Мохаммед бин Хамад                                                 | 1938 год—1974 год |                                      |  |
|                                                          | Шарджа | Шейх | Султан II бин Сакр                                                 | 1924 год—1951 год |                                      |  |
|                                                          | Афганистан | Афганистан | Король                                                             | Захир-шах | 1933 год—1973 год                    |  |
| Премьер-министр                                          | Афганистан | Афганистан | Мохаммад Хашим-хан                                                 | 1929 год—1946 год |                                      |  |
|                                                          | Бахрейн (протекторат Великобритании)                                                                                       | Бахрейн (протекторат Великобритании)                                                                                       | Хаким                                                              | Хамад ибн Иса Аль Халифа | 1932 год—1942 год                    |  |
|                                                          | Британская Бирма (Шанские княжества)                                                                                       | |                                                                    | |                                      |  |
|                                                          | | Йонгве | Саофа                                                              | Со Шве Тай | 1926 год—1959 год                    |  |
|                                                          | Локсок (Ятсок) | Саофа | Хкун Нсок                                                          | 1900 год—1946 год |                                      |  |
|                                                          | Мокме | Саофа | Хкун Хконг                                                         | 1915 год—1959 год |                                      |  |
|                                                          | Монгнай | Саофа | Хкун Кьо Хо                                                        | 1928 год—1949 год |                                      |  |
|                                                          | Монгпай | саофа | Хкун Пин Нья                                                       | 1908 год—1959 год |                                      |  |
|                                                          | Монгпон | Саофа | Сао Сан Хтун                                                       | 1928 год—1947 год |                                      |  |
|                                                          | Северное Сенви | Саофа | Хом Хпа                                                            | 1915 год—1959 год |                                      |  |
|                                                          | Южное Сенви | Саофа | Сао Сонг                                                           | 1913 год—1946 год |                                      |  |
|                                                          | Британская Индия | Британская Индия | Император                                                          | Георг VI | 1936 год—1947 год                    |  |
| Вице-король                                              | Британская Индия | Британская Индия | Виктор Хоуп                                                        | 1936 год—1943 год |                                      |  |
|                                                          | | Аджайгарх | Савай махараджа                                                    | Бхопал Сингх | 1919 год—1942 год                    |  |
|                                                          | Алвар | Махараджа | Тедж Сингх Прабхакар                                               | 1937 год—1947 год |                                      |  |
|                                                          | Алираджпур | Рана | Пратап Сингх II                                                    | 1891 год—1941 год |                                      |  |
|                                                          | Баони | Наваб | Мохаммад Муштак аль-Хасан Хан                                      | 1911 год—1947 год |                                      |  |
|                                                          | Бансвара | Раджа | Притви Сингх                                                       | 1913 год—1944 год |                                      |  |
|                                                          | Барвани | Рана | Деви Сахиб Сингхджи                                                | 1930 год—1947 год |                                      |  |
|                                                          | Барода | Махараджа | Пратап Сингх Гаеквад                                               | 1939 год—1949 год |                                      |  |
|                                                          | Бахавалпур | Наваб | Садик Мухаммад Хан V                                               | 1907 год—1947 год |                                      |  |
|                                                          | Башахра | Раджа | Падам Сингх                                                        | 1914 год—1947 год |                                      |  |
|                                                          | Бенарес | Махараджа бахадур | Вибхути Нараян Сингх                                               | 1939 год—1947 год |                                      |  |
|                                                          | Биджавар | Савай махараджа | Савант Сингх Говинд Сингх                                          | 1899 год—1940 год 1940 год—1947 год |                                      |  |
|                                                          | Биканер | Махараджа | Ганга Сингх                                                        | 1887 год—1943 год |                                      |  |
|                                                          | Биласпур (Калур) | Раджа | Ананд Чанд                                                         | 1927 год—1948 год |                                      |  |
|                                                          | Бунди | Махарао раджа | Ишвари Сингх                                                       | 1927 год—1945 год |                                      |  |
|                                                          | Бхавнагар | Махараджа | Кришна Кумарсинхжи Бхавсинхжи                                      | 1919 год—1947 год |                                      |  |
|                                                          | Бхаратпур | Махараджа | Бриджендра Сингх                                                   | 1929 год—1947 год |                                      |  |
|                                                          | Бхопал | наваб | Хамидулла Хан                                                      | 1926 год—1949 год |                                      |  |
|                                                          | Ванканер | Махарана радж сахиб | Амарсинхджи Банесинджи                                             | 1881 год—1947 год |                                      |  |
|                                                          | Гангпур | Раджа | Бир Удит Пратап Сехар Део                                          | 1938 год—1948 год |                                      |  |
|                                                          | Гархвал | махараджа | Нарендра Шах                                                       | 1913 год—1946 год |                                      |  |
|                                                          | Гвалиор | Махараджа | Дживаджирао Шинде                                                  | 1925 год—1948 год |                                      |  |
|                                                          | Гондал | Тхакур сахиб | Бхагвацинхжи Саграмсинхджи                                         | 1869 год—1944 год |                                      |  |
|                                                          | Даспалла | раджа | Кишор Чандра Део Бханж                                             | 1913 год—1948 год |                                      |  |
|                                                          | Датия | Махараджа | Говинд Сингх                                                       | 1907 год—1947 год |                                      |  |
|                                                          | Девас младшее | Махараджа | Садашив Рао II                                                     | 1934 год—1943 год |                                      |  |
|                                                          | Девас старшее | Махараджа | Шахаджи II                                                         | 1937 год—1947 год |                                      |  |
|                                                          | Джайпур | Махараджа савай | Ман Сингх II                                                       | 1922 год—1948 год |                                      |  |
|                                                          | Джанджира | Наваб | Мохаммад-Хан II                                                    | 1922 год—1947 год |                                      |  |
|                                                          | Джайсалмер | Махаравал | Джавахир Сингх                                                     | 1914 год—1947 год |                                      |  |
|                                                          | Джалавад (Дрангадхра) | Махараджа | Ганшьямсинхджи Аджитсинхджи                                        | 1918 год—1942 год |                                      |  |
|                                                          | Джамму и Кашмир | Махараджа | Хари Сингх                                                         | 1925 год—1947 год |                                      |  |
|                                                          | Джаора | Наваб | Мухаммад Ифтихар Али                                               | 1895 год—1947 год |                                      |  |
|                                                          | Дженкантал | Махараджа | Шанкар Пратап Сингх Дев Махендра                                   | 1918 год—1948 год |                                      |  |
|                                                          | Джинд | Махараджа | Ранбир Сингх                                                       | 1911 год—1947 год |                                      |  |
|                                                          | Джхабуа | Раджа | Удай Сингх                                                         | 1895 год—1942 год |                                      |  |
|                                                          | Джунагадх | Наваб | Мохаммад Махабат Ханджи III                                        | 1911 год—1947 год |                                      |  |
|                                                          | Джхалавар | Махараджа | Раджендра Сингх                                                    | 1929 год—1943 год |                                      |  |
|                                                          | Дир | Наваб | Мохаммад Шах Джахан Хан                                            | 1925 год—1960 год |                                      |  |
|                                                          | Дхолпур | Махараджа рана | Удайбхану Сингх                                                    | 1911 год—1947 год |                                      |  |
|                                                          | Дунгарпур | Махараджа | Лакшман Сингх                                                      | 1918 год—1947 год |                                      |  |
|                                                          | Дхар | Раджа | Ананд Радж IV Павар                                                | 1926 год—1947 год |                                      |  |
|                                                          | Идар | Махараджа | Химмат Сингх                                                       | 1931 год—1948 год |                                      |  |
|                                                          | Индаур | Махараджа | Яшвант Рао Холкар II                                               | 1926 год—1948 год |                                      |  |
|                                                          | Калат | Хан | Ахмад Яр                                                           | 1933 год—1955 год |                                      |  |
|                                                          | Камбей | наваб | Низам ад-Даула Наджм                                               | 1915 год—1948 год |                                      |  |
|                                                          | Капуртхала | Махараджа | Джагатджит Сингх                                                   | 1911 год—1947 год |                                      |  |
|                                                          | Караули | Махараджа | Бом Пал                                                            | 1927 год—1947 год |                                      |  |
|                                                          | Кач | Махараджа | Кхенгарджи III                                                     | 1875 год—1942 год |                                      |  |
|                                                          | Кишангарх | Махараджа | Сумар Сингх                                                        | 1939 год—1947 год |                                      |  |
|                                                          | Колхапур | Махараджа | Раджарам II                                                        | 1922 год—1940 год |                                      |  |
|                                                          | Кота | Махарао | Умед Сингх II Бхим Сингх II                                        | 1889 год—1940 год 1940 год—1947 год |                                      |  |
|                                                          | Кочин | Махараджа | Рама Варма XVII                                                    | 1932 год—1941 год |                                      |  |
|                                                          | Куч-Бихар | Махараджа | Джагаддипендра Нарайян                                             | 1922 год—1949 год |                                      |  |
|                                                          | Лас Бела | Хан | Гулям Кадир                                                        | 1937 год—1955 год |                                      |  |
|                                                          | Лохару | Наваб | Амин-уд-Дин Ахмад-Хан II                                           | 1926 год—1947 год |                                      |  |
|                                                          | Лунавада | рана | Вирбхандра Сингх                                                   | 1929 год—1947 год |                                      |  |
|                                                          | Майсур | Махараджа | Кришнараджа Водеяр IV Джаячамараджендра Водеяр                     | 1894 год—1940 год 1940 год—1947 год |                                      |  |
|                                                          | Макран | Наваб | Азам Джан Балох                                                    | 1922 год—1948 год |                                      |  |
|                                                          | Малеркотла | Наваб | Ахмад Али Хан                                                      | 1908 год—1947 год |                                      |  |
|                                                          | Манди | Раджа | Джогиндер Сен                                                      | 1913 год—1948 год |                                      |  |
|                                                          | Манипур | Махараджа | Чурачандра Сингх                                                   | 1918 год—1941 год |                                      |  |
|                                                          | Марвар (Джодхпур) | махараджа | Умайд Сингх                                                        | 1918 год—1947 год |                                      |  |
|                                                          | Мевар (Удайпур) | Махарана | Бхупал Сингх                                                       | 1930 год—1948 год |                                      |  |
|                                                          | Морви | Тхакур сахиб махараджа | Лахдирджи Вагджи                                                   | 1926 год—1947 год |                                      |  |
|                                                          | Мудхол | Раджа | Бхайравсинхрао Радж Горпаде                                        | 1937 год—1947 год |                                      |  |
|                                                          | Набха | Махараджа | Пратап Сингх                                                       | 1928 год—1947 год |                                      |  |
|                                                          | Наванагар | Джам сахеб | Дигвиджайсинхджи Ранджитсинхджи                                    | 1933 год—1947 год |                                      |  |
|                                                          | Нарсингхгарх | Раджа | Викрам Сингх                                                       | 1924 год—1947 год |                                      |  |
|                                                          | Орчха | Махараджа | Вир Сингх II                                                       | 1930 год—1950 год |                                      |  |
|                                                          | Паланпур | Наваб-сахиб | Талей Мухаммад Хан                                                 | 1918 год—1947 год |                                      |  |
|                                                          | Панна | Махараджа | Ядвендра Сингх Джудео                                              | 1902 год—1947 год |                                      |  |
|                                                          | Патиала | Махараджа | Ядавиндра Сингх                                                    | 1938 год—1947 год |                                      |  |
|                                                          | Порбандар | Махараджа сахиб | Натварсинхджи Бхавсинхджи                                          | 1918 год—1948 год |                                      |  |
|                                                          | Пратабгарх | Махарават | Рам Сингх                                                          | 1929 год—1947 год |                                      |  |
|                                                          | Пудуккоттай | Раджа | Раджагопала Тондайман                                              | 1928 год—1948 год |                                      |  |
|                                                          | Раджгарх | Раджа | Бикрамадитья Сингх                                                 | 1936 год—1948 год |                                      |  |
|                                                          | Раджпипла | Махарана | Виджайсинхджи                                                      | 1915 год—1948 год |                                      |  |
|                                                          | Радханпуа | Наваб | Муртаза Хан                                                        | 1936 год—1948 год |                                      |  |
|                                                          | Рампур | наваб | Раза Али Хан                                                       | 1930 год—1949 год |                                      |  |
|                                                          | Ратлам | Махараджа | Саджан Сингх                                                       | 1921 год—1947 год |                                      |  |
|                                                          | Рева | Махараджа | Гулаб Сингх Джу Део                                                | 1918 год—1946 год |                                      |  |
|                                                          | Савантвади | Раджа | Шиврамрадж Савант Бхонсле                                          | 1937 год—1947 год |                                      |  |
|                                                          | Саилана | Раджа | Дилип Сингх                                                        | 1919 год—1948 год |                                      |  |
|                                                          | Самтхар | Махараджа | Радха Чаран Сингх                                                  | 1935 год—1950 год |                                      |  |
|                                                          | Сангли | Раджа | Чинтаман Рао II Дхунди                                             | 1932 год—1948 год |                                      |  |
|                                                          | Сват | Вали | Мьянгул Абдул Вадуд                                                | 1918 год—1947 год |                                      |  |
|                                                          | Сирмур | Махараджа | Раджендра Пракаш                                                   | 1933 год—1948 год |                                      |  |
|                                                          | Сирохи | Махарао | Сапур Рам Сингх                                                    | 1920 год—1946 год |                                      |  |
|                                                          | Ситамау | Раджа | Радж Рам Сингх II                                                  | 1900 год—1947 год |                                      |  |
|                                                          | Сонепур | Махараджа | Судхансу Шекхар Сингх                                              | 1937 год—1948 год |                                      |  |
|                                                          | Сукет | Раджа | Лакшман Сен                                                        | 1919 год—1947 год |                                      |  |
|                                                          | Тонк | Наваб | Мухаммад Саадат Али-хан                                            | 1930 год—1947 год |                                      |  |
|                                                          | Траванкор | Махараджа | Читхира Тхирунал Баларама Варма II                                 | 1924 год—1949 год |                                      |  |
|                                                          | Трипура | Махааджа | Бикрама Кишор Маникья                                              | 1923 год—1947 год |                                      |  |
|                                                          | Фаридкот | Махараджа | Хариндер Сингх                                                     | 1918 год—1947 год |                                      |  |
|                                                          | Хаирпур | Мир | Файз Мухаммад Хан Талпур II                                        | 1935 год—1947 год |                                      |  |
|                                                          | Хайдарабад | Низам | Асаф Джах VII                                                      | 1911 год—1948 год |                                      |  |
|                                                          | Харан | Мир | Хабибулла                                                          | 1911 год—1948 год |                                      |  |
|                                                          | Хиндол | раджа | Наба Кишор Чандра                                                  | 1906 год—1948 год |                                      |  |
|                                                          | Хунза | мир | Мохаммад Газан Хан II                                              | 1938 год—1945 год |                                      |  |
|                                                          | Чамба | Раджа | Тикка Лакшман Сингх                                                | 1935 год—1948 год |                                      |  |
|                                                          | Чаркхари | Махараджа | Аримардан Сингх                                                    | 1920 год—1941 год |                                      |  |
|                                                          | Читрал | мехтар | Наcир уль-Мульк                                                    | 1936 год—1943 год |                                      |  |
|                                                          | Чхатарпур | Махараджа | Бхавани Сингх                                                      | 1932 год—1947 год |                                      |  |
|                                                          | Шахпура | Раджа | Умайд Сингх II                                                     | 1932 год—1947 год |                                      |  |
|                                                          | Бруней (протекторат Великобритании)                                                                                        | Бруней (протекторат Великобритании)                                                                                        | Султан                                                             | Ахмад Таджуддин | 1924 год—1950 год                    |  |
|                                                          | Бутан | Бутан | Король                                                             | Джигме Вангчук | 1926 год—1952 год                    |  |
|                                                          | Вьетнам (протекторат Франции Аннам)                                                                                        | Вьетнам (протекторат Франции Аннам)                                                                                        | Император                                                          | Бао-дай-де | 1925 год—1945 год                    |  |
|                                                          | Индонезийские султанаты | |                                                                    | |                                      |  |
|                                                          | | |                                                                    | |                                      |  |
|                                                          | Бачан (протекторат Нидерландов)                                                                                            | Султан | Мухаммад Мухсин                                                    | 1935 год—1949 год |                                      |  |
|                                                          | Дели (протекторат Нидерландов)                                                                                             | Султан | Амалуддин аль-Сани Перкаша Алам Шах                                | 1924 год—1945 год |                                      |  |
|                                                          | Джокьякарта (протекторат Нидерландов)                                                                                      | Султан | Хаменгкубувоно IX                                                  | 1939 год—1988 год |                                      |  |
|                                                          | Мангкунегаран (протекторат Нидерландов)                                                                                    | султан | Мангкунегара VII                                                   | 1916 год—1944 год |                                      |  |
|                                                          | Понтианак (протекторат Нидерландов)                                                                                        | Султан | Мухаммад Алькадри                                                  | 1895 год—1944 год |                                      |  |
|                                                          | Саравак (протекторат Великобритании)                                                                                       | Раджа | Чарльз Вайнер Брук                                                 | 1917 год—1946 год |                                      |  |
|                                                          | Сиак (протекторат Нидерландов)                                                                                             | Султан | Зияриф Касим II                                                    | 1915 год—1949 год |                                      |  |
|                                                          | Суракарта (протекторат Нидерландов)                                                                                        | Сусухунан | Пакубовоно XI                                                      | 1939 год—1945 год |                                      |  |
|                                                          | Ирак | Ирак | Король                                                             | Фейсал II | 1939 год—1958 год                    |  |
| Премьер-министр                                          | Ирак | Ирак | Нури ас-Саид Рашид Али аль-Гайлани                                 | (1930 год—1932 год, 1938 год—1940 год, 1941 год—1944 год, 1946 год—1947 год, 1949 год, 1950 год—1952 год, 1954 год—1957 год, 1958 год) (1933 год, 1940 год—1941 год, 1941 год) |                                      |  |
|                                                          | Иран | Иран | Шах                                                                | Реза Пехлеви | 1925 год—1941 год                    |  |
| Премьер-министр                                          | Иран | Иран | Ахмад Матин-Дафтари Али Мансур                                     | 1939 год—1940 год (1940 год—1941 год, 1950 год) |                                      |  |
|                                                          | Йеменское королевство | Йеменское королевство | Король                                                             | Яхья бин Мухаммед Хамид-ад-Дин | 1918 год—1948 год                    |  |
|                                                          | Йеменские султанаты и шейхства (протекторат Великобритании Аден)                                                           | |                                                                    | |                                      |  |
|                                                          | | Алави | Шейх                                                               | Мухсин ибн Али аль-Алави Салих ибн Сайель аль-Алави | 1925 год—1940 год 1940 год—1967 год  |  |
|                                                          | Акраби | Шейх | Аль-Фадль ибн Абдалла аль-Акраби Мухаммад ибн Аль-Фадль аль-Акраби | 1905 год—1940 год 1940 год—1957 год |                                      |  |
|                                                          | Аудхали | султан | Салих ибн Аль-Хусейн                                               | 1928 год—1967 год |                                      |  |
|                                                          | Верхний Аулаки | Султан | Авад ибн Салих                                                     | 1935 год—1967 год |                                      |  |
|                                                          | Верхняя Яфа | Султан | Умар IV бин Салих аль-Хархара                                      | 1927 год—1948 год |                                      |  |
|                                                          | Дали | Эмир | Насир I бин Шаиф аль-Амири                                         | 1928 год—1947 год |                                      |  |
|                                                          | Касири | Султан | Джафар ибн аль-Мансур                                              | 1938 год—1949 год |                                      |  |
|                                                          | Куайти | Султан | Салех ибн Галиб аль-Куайти                                         | 1936 год—1956 год |                                      |  |
|                                                          | Лахедж | Султан | Абд аль-Карим II ибн Фадл                                          | 1915 год—1947 год |                                      |  |
|                                                          | Мафлахи | Шейх | Аль-Касим ибн Абд аль-Рахман                                       | 1920 год—1967 год |                                      |  |
|                                                          | Нижний Аулаки | Султан | Айдарус ибн Али аль-Аулаки                                         | 1930 год—1947 год |                                      |  |
|                                                          | Нижняя Яфа | Cултан | Айдарус ибн Мухсин аль-Афифи                                       | 1925 год—1958 год |                                      |  |
|                                                          | Фадли | Cултан | Салих бин Фадл аль-Фадли                                           | 1936 год—1941 год |                                      |  |
|                                                          | Шаиб | Шейх | Мухаммад ибн аль-Мукбил аль-Саклади                                | 1935 год—1948 год |                                      |  |
|                                                          | Камбоджа (протекторат Франции)                                                                                             | Камбоджа (протекторат Франции)                                                                                             | Король                                                             | Сисоват Монивонг | 1927 год—1941 год                    |  |
|                                                          | Катар (протекторат Великобритании) (протекторат Франции)                                                                   | Катар (протекторат Великобритании) (протекторат Франции)                                                                   | Эмир                                                               | Абдаллах бин Джасим Аль Тани | 1913 год—1949 год                    |  |
|                                                          | Китайская Республика | Китайская Республика | Председатель национального правительства                           | Линь Сэнь | 1931 год—1943 год                    |  |
| Председатель Исполнительного Юаня                        | Китайская Республика | Китайская Республика | Чан Кайши                                                          | 1930 год—1931 год, 1935 год—1938 год, 1939 год—1945 год, 1947 год |                                      |  |
|                                                          | Китайская Республика (Режим Ван Цзинвэя) марионеточное государство Японской империи                                        | Китайская Республика (Режим Ван Цзинвэя) марионеточное государство Японской империи                                        | Президент                                                          | Ван Цзинвэй | 1940 год—1944 год                    |  |
|                                                          | Кувейт (протекторат Великобритании)                                                                                        | Кувейт (протекторат Великобритании)                                                                                        | Шейх                                                               | Ахмед аль-Джабер ас-Сабах (Ахмед I) | 1921 год—1950 год                    |  |
|                                                          | Ливан (протекторат Франции)                                                                                                | Ливан (протекторат Франции)                                                                                                | Президент                                                          | Эмиль Эдде | 1936 год—1941 год                    |  |
| Премьер-министр                                          | Ливан (протекторат Франции)                                                                                                | Ливан (протекторат Франции)                                                                                                | Абдалла Байхум                                                     | 1934 год—1936 год, 1939 год—1941 год |                                      |  |
|                                                          | Луангпхабанг (протекторат Франции)                                                                                         | Луангпхабанг (протекторат Франции)                                                                                         | Король                                                             | Сисаванг Вонг | 1904 год—1945 год                    |  |
|                                                          | Малайские султанаты | |                                                                    | |                                      |  |
|                                                          | | Джохор | Султан                                                             | Ибрагим аль Масихур | 1895 год—1957 год                    |  |
|                                                          | Кедах (протекторат Великобритании)                                                                                         | Cултан | Абдул Хамид Халим                                                  | 1881 год—1943 год |                                      |  |
|                                                          | Келантан (протекторат Великобритании)                                                                                      | Султан | Исмаил ибн Альмархум                                               | 1920 год—1944 год |                                      |  |
|                                                          | Негери-Сембилан (протекторат Великобритании)                                                                               | Ямтуан бесар | Абдул Рахман                                                       | 1933 год—1960 год |                                      |  |
|                                                          | Паханг (протекторат Великобритании)                                                                                        | Султан | Абу Бакар Риайат ад-дин Муаззам-шах                                | 1932 год—1974 год |                                      |  |
|                                                          | Перак (протекторат Великобритании)                                                                                         | Султан | Абдул Азиз аль-Мутасим                                             | 1938 год—1948 год |                                      |  |
|                                                          | Перлис (протекторат Великобритании)                                                                                        | Раджа | Алва                                                               | 1905 год—1943 год |                                      |  |
|                                                          | Селангор (протекторат Великобритании)                                                                                      | Султан | Хисамуддин                                                         | 1938 год—1960 год |                                      |  |
|                                                          | Тренгану (протекторат Великобритании)                                                                                      | Султан | Сулайман Бадрул Алам Шах                                           | 1920 год—1942 год |                                      |  |
|                                                          | Мальдивы (протекторат Великобритании)                                                                                      | Мальдивы (протекторат Великобритании)                                                                                      | султан                                                             | Хассан Нураддин II | 1935 год—1943 год                    |  |
|                                                          | Маньчжоу-Го | Маньчжоу-Го | Император                                                          | Пу И | 1934 год—1945 год                    |  |
| Премьер-министр                                          | Маньчжоу-Го | Маньчжоу-Го | Чжан Цзинхуэй                                                      | 1935 год—1945 год |                                      |  |
|                                                          | Монгольская Народная Республика                                                                                            | Монгольская Народная Республика                                                                                            | Первый секретарь ЦК Монгольской народной партии                    | Банзаржавын Басанжав Дашийн Дамба | 1936 год—1940 год 1940 год           |  |
| Генеральный секретарь ЦК Монгольской народной партии     | Монгольская Народная Республика                                                                                            | Монгольская Народная Республика                                                                                            | Юмжагийн Цеденбал                                                  | 1940 год—1954 год |                                      |  |
| Председатель Президиума Великого Государственного Хурала | Монгольская Народная Республика                                                                                            | Монгольская Народная Республика                                                                                            | Пост вакантен Гончигийн Бумцэнд                                    | 1939 год—1940 год 1940 год—1953 год |                                      |  |
| Премьер-министр                                          | Монгольская Народная Республика                                                                                            | Монгольская Народная Республика                                                                                            | Хорлогийн Чойбалсан                                                | 1939 год—1952 год |                                      |  |
|                                                          | Мэнцзян Марионеточное государство, образованное Японией на оккупированной территории китайской области Внутренняя Монголия | Мэнцзян Марионеточное государство, образованное Японией на оккупированной территории китайской области Внутренняя Монголия | Президент                                                          | Дэ Ван Дэмчигдонров | 1939 год—1945 год                    |  |
|                                                          | Непал | Непал | Король                                                             | Трибхуван | 1911 год—1955 год                    |  |
| Премьер-министр                                          | Непал | Непал | Джуддха Шамшер Рана                                                | 1932 год—1945 год |                                      |  |
|                                                          | Оман (протекторат Великобритании)                                                                                          | Оман (протекторат Великобритании)                                                                                          | Султан                                                             | Саид бин Таймур | 1932 год—1970 год                    |  |
|                                                          | Саудовская Аравия | Саудовская Аравия | Король                                                             | Абдул-Азиз Аль Сауд | 1932 год—1953 год                    |  |
|                                                          | Сикким (протекторат Великобритании)                                                                                        | Сикким (протекторат Великобритании)                                                                                        | Чогьял                                                             | Таши Намгьял | 1914 год—1963 год                    |  |
|                                                          | Сирия (протекторат Франции)                                                                                                | Сирия (протекторат Франции)                                                                                                | Президент                                                          | Бахидж Аль-Хатиб | 1939 год—1941 год                    |  |
| Флаг Таиланда                                            | Таиланд В 1939 году королевство Сиам переименовано в Таиланд                                                               | Таиланд В 1939 году королевство Сиам переименовано в Таиланд                                                               | Король                                                             | Рама VIII (Ананда Махидон) | 1935 год—1946 год                    |  |
| Флаг Таиланда                                            | Таиланд В 1939 году королевство Сиам переименовано в Таиланд                                                               | Таиланд В 1939 году королевство Сиам переименовано в Таиланд                                                               | Премьер-министр                                                    | Пибун Сонгкрам (Плек Пибунсонгкрам) | 1938 год—1944 год, 1948 год—1957 год |  |
|                                                          | Тибет | Тибет | Регент                                                             | Джампэл Еше | 1933 год—1940 год                    |  |
| Далай-лама                                               | Тибет | Тибет | Далай-лама XIV (Тэнцзин Гьямцхо)                                   | 1940 год—1951 год |                                      |  |
|                                                          | Трансиордания (протекторат Великобритании)                                                                                 | Трансиордания (протекторат Великобритании)                                                                                 | Эмир                                                               | Абдалла ибн Хусейн | 1921 год—1946 год                    |  |
| Премьер-министр                                          | Трансиордания (протекторат Великобритании)                                                                                 | Трансиордания (протекторат Великобритании)                                                                                 | Тавфик Абу аль-Худа                                                | 1938 год—1944 год, 1947 год—1950 год, 1951 год—1953 год, 1954 год—1955 год |                                      |  |
|                                                          | Тувинская Народная Республика                                                                                              | Тувинская Народная Республика                                                                                              | Генеральный секретарь Тувинской народно-революционной партии       | Салчак Тока | 1932 год—1944 год                    |  |
| Председатель президиума Малого Хурала                    | Тувинская Народная Республика                                                                                              | Тувинская Народная Республика                                                                                              | Оюн Полат Хертек Анчимаа-Тока                                      | 1938 год—1940 год 1940 год—1944 год |                                      |  |
| Председатель Совета министров                            | Тувинская Народная Республика                                                                                              | Тувинская Народная Республика                                                                                              | Ондар Баир Пост вакантен                                           | 1938 год—1940 год 1940 год—1941 год |                                      |  |
|                                                          | Турция | Турция | Президент                                                          | Исмет Инёню | 1938 год—1950 год                    |  |
| Премьер-министр                                          | Турция | Турция | Рефик Сайдамк                                                      | 1939 год—1942 год |                                      |  |
|                                                          | Япония | Япония | Император                                                          | Хирохито (император Сёва) | 1926 год—1989 год                    |  |
| Премьер-министр                                          | Япония | Япония | Нобуюки Абэ Мицумаса Ёнай Фумимаро Коноэ                           | 1939 год—1940 год 1940 год (1937 год—1939 год, 1940 год—1941 год) |                                      |  |

## Африка
| Флаг               | Страна                                                    | Страна                                                    | Должность                                    | Имя | Начало и конец срока                 | Фото |
| ------------------ | --------------------------------------------------------- | --------------------------------------------------------- | -------------------------------------------- | --- | ------------------------------------ | ---- |
|                    | Буганда (протекторат Великобритании)                      | Буганда (протекторат Великобритании)                      | кабака                                       | Мутеса II                                                                                                   | 1939 год—1962 год                    |      |
|                    | Бурунди (протекторат Бельгии)                             | Бурунди (протекторат Бельгии)                             | Мвами (король)                               | Мвамбутса IV                                                                                                | 1915 год—1966 год                    |      |
|                    | Египет                                                    | Египет                                                    | Король                                       | Фарук I | 1936 год—1952 год                    |      |
| Премьер-министр    | Египет                                                    | Египет                                                    | Али Махир Хасан Сабри-паша Хусейн Сирри-паша | (1936 год, 1939 год—1940 год, 1952 год, 1952 год) 1940 год (1940 год—1942 год, 1949 год—1950 год, 1952 год) |                                      |      |
|                    | Занзибар (протекторат Великобритании)                     | Занзибар (протекторат Великобритании)                     | Султан                                       | Халифа ибн Харуб                                                                                            | 1911 год—1960 год                    |      |
|                    | Либерия                                                   | Либерия                                                   | Президент                                    | Эдвин Джеймс Баркли                                                                                         | 1930 год—1944 год                    |      |
|                    | Марокко (протекторат Франции)                             | Марокко (протекторат Франции)                             | Султан                                       | Мухаммед V                                                                                                  | 1927 год—1953 год, 1955 год—1957 год |      |
|                    | Руанда (протекторат Бельгии)                              | Руанда (протекторат Бельгии)                              | мвами                                        | Мутара III                                                                                                  | 1931 год—1959 год                    |      |
|                    | Салум (протекторат Франции)                               | Салум (протекторат Франции)                               | маад                                         | Фоде Но Гуйе Диуф                                                                                           | 1935 год—1969 год                    |      |
|                    | Свазиленд (протекторат Великобритании)                    | Свазиленд (протекторат Великобритании)                    | нгвеньяма (король)                           | Собуза II                                                                                                   | 1899 год—1982 год                    |      |
|                    | Тунис (протекторат Франции)                               | Тунис (протекторат Франции)                               | Бей                                          | Ахмад II ибн Али                                                                                            | 1929 год—1942 год                    |      |
|                    | Эфиопия оккупирована Италией в ходе Итало-эфиопской войны | Эфиопия оккупирована Италией в ходе Итало-эфиопской войны | Император                                    | Виктор Эммануил III                                                                                         | 1936 год—1941 год                    |      |
| Премьер-министр    | Эфиопия оккупирована Италией в ходе Итало-эфиопской войны | Эфиопия оккупирована Италией в ходе Итало-эфиопской войны | Вольде Цаддик                                | 1936 год—1942 год                                                                                           |                                      |      |
|                    | Южно-Африканский Союз                                     | Южно-Африканский Союз                                     | Король                                       | Георг VI | 1936 год—1952 год                    |      |
| Генерал-губернатор | Южно-Африканский Союз                                     | Южно-Африканский Союз                                     | Патрик Дункан                                | 1937 год—1943 год                                                                                           |                                      |      |
| Премьер-министр    | Южно-Африканский Союз                                     | Южно-Африканский Союз                                     | Ян Смэтс                                     | 1919 год—1924 год, 1939 год—1948 год                                                                        |                                      |      |

## Европа
| Флаг | Страна | Страна | Должность                                             | Имя | Начало и конец срока                                     | Фото |
| --- | --- | --- | ----------------------------------------------------- | --- | -------------------------------------------------------- | ---- |
| | Албания Захвачена Италией 7-10 апреля 1939 года, 15 апреля 1939 года стала итальянским протекторатом на правах личной унии          | Албания Захвачена Италией 7-10 апреля 1939 года, 15 апреля 1939 года стала итальянским протекторатом на правах личной унии          | Король                                                | Виктор Эммануил III                                                                                          | 1939 год—1943 год                                        |      |
| Премьер-министр | Албания Захвачена Италией 7-10 апреля 1939 года, 15 апреля 1939 года стала итальянским протекторатом на правах личной унии          | Албания Захвачена Италией 7-10 апреля 1939 года, 15 апреля 1939 года стала итальянским протекторатом на правах личной унии          | Шефкет Верладжи                                       | 1924 год, 1939 год—1941 год                                                                                  |                                                          |      |
| Флаг Андорры | Андорра | Андорра | Соправители                                           | Альбер Лебрен, Президент Франции Филипп Петен, Глава Французского государства                                | 1932 год—1940 год 1940 год—1944 год                      |      |
| Флаг Андорры | Андорра | Андорра | Соправители                                           | Хусти Гвитарт-и-Вилардево, Рикар Форнеса-и-Пучдемаса Епископ Урхельский                                      | 1920 год—1940 год 1940 год—1943 год                      |      |
| Флаг Бельгии | Бельгия 28 мая 1940 года оккупирована Германским рейхом                                                                             | Бельгия 28 мая 1940 года оккупирована Германским рейхом                                                                             | Король                                                | Леопольд III                                                                                                 | 1934 год—1951 год                                        |      |
| Флаг Бельгии | Бельгия 28 мая 1940 года оккупирована Германским рейхом                                                                             | Бельгия 28 мая 1940 года оккупирована Германским рейхом                                                                             | Премьер-министр                                       | Юбер Пьерло                                                                                                  | 1939 год—1945 год                                        |      |
| | Богемия и Моравия (протекторат Германского рейха)                                                                                   | Богемия и Моравия (протекторат Германского рейха)                                                                                   | Президент                                             | Эмиль Гаха                                                                                                   | 1939 год—1945 год                                        |      |
| Председатель Правительства | Богемия и Моравия (протекторат Германского рейха)                                                                                   | Богемия и Моравия (протекторат Германского рейха)                                                                                   | Алоис Элиаш                                           | 1939 год—1941 год                                                                                            |                                                          |      |
| | Болгария | Болгария | Царь                                                  | Борис III | 1918 год—1943 год                                        |      |
| Премьер-министр | Болгария | Болгария | Георгий Кёсеиванов Богдан Филов                       | 1935 год—1940 год 1940 год—1943 год                                                                          |                                                          |      |
| | Ватикан | Ватикан | Папа                                                  | Пий XII | 1939 год—1958 год                                        |      |
| Государственный секретарь | Ватикан | Ватикан | кардинал Луиджи Мальоне                               | 1939 год—1944 год                                                                                            |                                                          |      |
| | Великобритания | Великобритания | Король                                                | Георг VI | 1936 год—1952 год                                        |      |
| Премьер-министр | Великобритания | Великобритания | Невилл Чемберлен Уинстон Черчилль                     | 1937 год—1940 год (1940 год—1945 год, 1951 год—1955 год)                                                     |                                                          |      |
| | Венгрия | Венгрия | Регент                                                | Миклош Хорти                                                                                                 | 1920 год—1944 год                                        |      |
| Премьер-министр | Венгрия | Венгрия | Пал Телеки                                            | 1920 год—1921 год, 1939 год—1941 год                                                                         |                                                          |      |
| | Германский рейх | Германский рейх | Фюрер                                                 | Адольф Гитлер                                                                                                | 1934 год—1945 год                                        |      |
| Рейхсканцлер | Германский рейх | Германский рейх | Адольф Гитлер                                         | 1933 год—1945 год                                                                                            |                                                          |      |
| | Греция | Греция | Король                                                | Георг II | 1922 год—1924 год, 1935 год—1947 год                     |      |
| Премьер-министр | Греция | Греция | Иоаннис Метаксас                                      | 1936 год—1941 год                                                                                            |                                                          |      |
| Флаг Дании | Дания 9 апреля 1940 года оккупирована Германским рейхом                                                                             | Дания 9 апреля 1940 года оккупирована Германским рейхом                                                                             | Король                                                | Кристиан X                                                                                                   | 1912 год—1947 год                                        |      |
| Флаг Дании | Дания 9 апреля 1940 года оккупирована Германским рейхом                                                                             | Дания 9 апреля 1940 года оккупирована Германским рейхом                                                                             | Премьер-министр                                       | Торвальд Стаунинг                                                                                            | 1924 год—1926 год, 1929 год—1942 год                     |      |
| Флаг Ирландии | Ирландия | Ирландия | Президент                                             | Дуглас Хайд                                                                                                  | 1938 год—1945 год                                        |      |
| Флаг Ирландии | Ирландия | Ирландия | Премьер-министр (тишек)                               | Имон де Валера                                                                                               | 1937 год—1948 год                                        |      |
| | Исландия | Исландия | Король                                                | Кристиан X                                                                                                   | 1918 год—1944 год                                        |      |
| Премьер-министр | Исландия | Исландия | Херманн Йоунассон                                     | 1934 год—1942 год, 1956 год—1958 год                                                                         |                                                          |      |
| | Испания | Испания | Каудильо                                              | Франсиско Франко                                                                                             | 1936 год—1975 год                                        |      |
| Премьер-министр | Испания | Испания | Франсиско Франко                                      | 1938 год—1973 год                                                                                            |                                                          |      |
| | Италия | Италия | Король                                                | Виктор Эммануил III                                                                                          | 1900 год—1946 год                                        |      |
| Премьер-министр | Италия | Италия | Бенито Муссолини                                      | 1922 год—1943 год                                                                                            |                                                          |      |
| | Латвия | Латвия | Президент                                             | Карлис Улманис                                                                                               | 1936 год—1940 год                                        |      |
| Премьер-министр | Латвия | Латвия | Карлис Улманис Август Кирхенштейн                     | (1920 год—1921 год, 1925 год—1926 год, 1931 год, 1934 год—1940 год) 1940 год                                 |                                                          |      |
| 17 июня 1940 года в Латвию вошла Красная Армия, 21 июля провозглашена Латвийская Советская Социалистическая Республика, которая 5 августа 1940 года вошла в состав СССР как одна из союзных республик | Латвия | Латвия |                                                       | |                                                          |      |
| | Литва | Литва | Президент                                             | Антанас Сметона Антанас Меркис(и. о.) Юстас Палецкис(и. о.)                                                  | 1926 год—1940 год 1940 год 1940 год                      |      |
| Премьер-министр | Литва | Литва | Антанас Меркис Юстас Палецкис Винцас Креве-Мицкявичюс | 1939 год—1940 год 1940 год 1940 год                                                                          |                                                          |      |
| 21 июля провозглашена Литовская Советская Социалистическая Республика, которая 3 августа 1940 года вошла в состав СССР как одна из союзных республик                                                  | Литва | Литва |                                                       | |                                                          |      |
| | Лихтенштейн | Лихтенштейн | Князь                                                 | Франц Иосиф II                                                                                               | 1938 год—1989 год                                        |      |
| Премьер-министр | Лихтенштейн | Лихтенштейн | Йозеф Хооп                                            | 1928 год—1945 год                                                                                            |                                                          |      |
| Флаг Люксембурга | Люксембург Оккупирован Германским рейхом 10 мая 1940 года, 30 августа 1942 года фактически включён в его состав                     | Люксембург Оккупирован Германским рейхом 10 мая 1940 года, 30 августа 1942 года фактически включён в его состав                     | Великая герцогиня                                     | Шарлотта | 1919 год—1964 год                                        |      |
| Флаг Люксембурга | Люксембург Оккупирован Германским рейхом 10 мая 1940 года, 30 августа 1942 года фактически включён в его состав                     | Люксембург Оккупирован Германским рейхом 10 мая 1940 года, 30 августа 1942 года фактически включён в его состав                     | Премьер-министр                                       | Пьер Дюпон                                                                                                   | 1937 год—1953 год                                        |      |
| Флаг Монако | Монако | Монако | Князь                                                 | Луи II | 1922 год—1949 год                                        |      |
| Флаг Монако | Монако | Монако | Премьер-министр                                       | Эмиль Робло                                                                                                  | 1937 год—1944 год                                        |      |
| Флаг Нидерландов | Нидерланды Оккупированы Германским рейхом 14 мая 1940 года. С мая 1940 года Рейхскомиссариат Нидерланды в составе Германского рейха | Нидерланды Оккупированы Германским рейхом 14 мая 1940 года. С мая 1940 года Рейхскомиссариат Нидерланды в составе Германского рейха | Королева                                              | Вильгельмина                                                                                                 | 1890 год—1948 год                                        |      |
| Флаг Нидерландов | Нидерланды Оккупированы Германским рейхом 14 мая 1940 года. С мая 1940 года Рейхскомиссариат Нидерланды в составе Германского рейха | Нидерланды Оккупированы Германским рейхом 14 мая 1940 года. С мая 1940 года Рейхскомиссариат Нидерланды в составе Германского рейха | Премьер-министр                                       | Дирк Ян де Гер Питер Гербранди                                                                               | (1926 год—1929 год, 1939 год—1940 год) 1940 год—1945 год |      |
| Флаг Норвегии | Норвегия Оккупирована Германcким рейхом 7 июня 1940 года, образован Рейхскомиссариат Норвегия                                       | Норвегия Оккупирована Германcким рейхом 7 июня 1940 года, образован Рейхскомиссариат Норвегия                                       | Король                                                | Хокон VII | 1905 год—1957 год                                        |      |
| Флаг Норвегии | Норвегия Оккупирована Германcким рейхом 7 июня 1940 года, образован Рейхскомиссариат Норвегия                                       | Норвегия Оккупирована Германcким рейхом 7 июня 1940 года, образован Рейхскомиссариат Норвегия                                       | Премьер-министр                                       | Йохан Нюгорсвольд                                                                                            | 1935 год—1945 год                                        |      |
| | Португалия | Португалия | Президент                                             | Ошкар Кармона                                                                                                | 1926 год—1951 год                                        |      |
| Премьер-министр | Португалия | Португалия | Антониу ди Салазар                                    | 1932 год—1968 год                                                                                            |                                                          |      |
| | Румыния | Румыния | Король                                                | Кароль II Михай I                                                                                            | 1930 год—1940 год (1927 год—1930 год, 1940 год—1947 год) |      |
| Кондукэтор | Румыния | Румыния | Ион Антонеску                                         | 1940 год—1944 год                                                                                            |                                                          |      |
| Премьер-министр | Румыния | Румыния | Георге Тэтэреску Ион Джигурту Ион Антонеску           | (1934 год—1937 год, 1939 год—1940 год) 1940 год 1940 год—1944 год                                            |                                                          |      |
| Флаг Сан-Марино | Сан-Марино | Сан-Марино | Капитаны-регенты                                      | Марино Микелотти и Орландо Реффи Анджело Манцони Боргези и Филиппо Муларони Федерико Гоци и Сальваторе Фоски | 1939 год—1940 год 1940 год 1940 год—1941 год             |      |
| | Союз Советских Социалистических Республик                                                                                           | Союз Советских Социалистических Республик                                                                                           | Генеральный секретарь ЦК ВКП(б)                       | Иосиф Сталин                                                                                                 | 1925 год—1952 год                                        |      |
| Председатель Президиума Верховного Совета СССР | Союз Советских Социалистических Республик                                                                                           | Союз Советских Социалистических Республик                                                                                           | Михаил Калинин                                        | 1938 год—1946 год                                                                                            |                                                          |      |
| Председатель Совета народных комиссаров | Союз Советских Социалистических Республик                                                                                           | Союз Советских Социалистических Республик                                                                                           | Вячеслав Молотов                                      | 1930 год—1941 год                                                                                            |                                                          |      |
| | Словацкая республика | Словацкая республика | Президент                                             | Йозеф Тисо                                                                                                   | 1939 год—1945 год                                        |      |
| Премьер-министр | Словацкая республика | Словацкая республика | Войтех Тука                                           | 1939 год—1944 год                                                                                            |                                                          |      |
| | Финляндия | Финляндия | Президент                                             | Кюёсти Каллио Ристо Рюти                                                                                     | 1937 год—1940 год 1940 год—1944 год                      |      |
| Премьер-министр | Финляндия | Финляндия | Ристо Рюти Йохан Рангелл                              | 1939 год—1940 год 1940 год—1943 год                                                                          |                                                          |      |
| | Франция | Франция | Президент                                             | Альбер Лебрен                                                                                                | 1932 год—1940 год                                        |      |
| Премьер-министр | Франция | Франция | Эдуар Даладье Поль Рейно Филипп Петен                 | (1933 год, 1934 год, 1938 год—1940 год) 1940 год 1940 год                                                    |                                                          |      |
| 22 июня 1940 года Франция капитулировала, около 60 % территории оккупирована Германским рейхом. В южной части страны образовано коллабрационистское Французское государство (Режим Виши).             | Франция | Франция |                                                       | |                                                          |      |
| | Французское государство (Режим Виши)                                                                                                | Французское государство (Режим Виши)                                                                                                | Глава Французского государства                        | Филипп Петен                                                                                                 | 1940 год—1944 год                                        |      |
| Премьер-министр | Французское государство (Режим Виши)                                                                                                | Французское государство (Режим Виши)                                                                                                | Филипп Петен                                          | 1940 год—1942 год                                                                                            |                                                          |      |
| Флаг Швейцарии | Швейцария | Швейцария | Президент                                             | Марсель Пиле-Гола                                                                                            | 1934 год, 1940 год                                       |      |
| | Швеция | Швеция | Король                                                | Густав V | 1907 год—1950 год                                        |      |
| Премьер-министр | Швеция | Швеция | Пер Альбин Ханссон                                    | 1932 год—1936 год, 1936 год—1946 год                                                                         |                                                          |      |
| | Эстонская Республика | Эстонская Республика | Президент                                             | Константин Пятс                                                                                              | 1938 год—1940 год                                        |      |
| Премьер-министр | Эстонская Республика | Эстонская Республика | Юри Улуотс Йоханнес Барбарус (Варес)                  | 1939 год—1940 год 1940 год                                                                                   |                                                          |      |
| 21 июля провозглашена Эстонская Советская Социалистическая Республика, которая 25 августа 1940 года вошла в состав СССР как одна из союзных республик                                                 | Эстонская Республика | Эстонская Республика |                                                       | |                                                          |      |
| | Югославия | Югославия | Король                                                | Пётр II Карагеоргиевич                                                                                       | 1934 год—1945 год                                        |      |
| Премьер-министр | Югославия | Югославия | Драгиша Цветкович                                     | 1939 год—1941 год                                                                                            |                                                          |      |

## Океания
| Флаг                | Страна                             | Должность             | Имя                                  | Начало и конец срока                | Фото |
| ------------------- | ---------------------------------- | --------------------- | ------------------------------------ | ----------------------------------- | ---- |
|                     | Австралия                          | Король                | Георг VI                             | 1936 год—1952 год                   |      |
| Генерал-губернатор  | Австралия                          | Александр Хоур-Ратвен | 1936 год—1945 год                    |                                     |      |
| Премьер-министр     | Австралия                          | Роберт Мензис         | 1939 год—1941 год, 1949 год—1966 год |                                     |      |
| Флаг Новой Зеландии | Новая Зеландия                     | Король                | Георг VI                             | 1936 год—1952 год                   |      |
| Флаг Новой Зеландии | Новая Зеландия                     | Генерал-губернатор    | Джордж Монктон-Арунделл              | 1935 год—1941 год                   |      |
| Флаг Новой Зеландии | Новая Зеландия                     | Премьер-министр       | Майкл Джозеф Сэвидж Питер Фрейзер    | 1935 год—1940 год 1940 год—1949 год |      |
| Флаг Тонги          | Тонга (протекторат Великобритании) | Королева              | Салоте Тупоу III                     | 1918 год—1965 год                   |      |
| Флаг Тонги          | Тонга (протекторат Великобритании) | Премьер               | Вилиами Тунги Маилефихи              | 1923 год—1941 год                   |      |

## Северная и Центральная Америка
| Флаг                          | Страна                    | Должность                     | Имя                                                     | Начало и конец срока                                               | Фото |
| ----------------------------- | ------------------------- | ----------------------------- | ------------------------------------------------------- | ------------------------------------------------------------------ | ---- |
|                               | Гаити                     | Президент                     | Стенио Жозеф Венсан                                     | 1930 год—1941 год                                                  |      |
| Флаг Гватемалы                | Гватемала                 | Президент                     | Хорхе Убико                                             | 1931 год—1944 год                                                  |      |
| Флаг Гондураса                | Гондурас                  | Президент                     | Тибурсио Кариас Андино                                  | 1924 год, 1933 год—1949 год                                        |      |
| Флаг Доминиканской Республики | Доминиканская Республика  | Президент                     | Хасинто Пейнадо Мануэль де Хесус Тронкосо де ла Конча   | 1938 год—1940 год 1940 год—1942 год                                |      |
|                               | Канада                    | Король                        | Георг VI                                                | 1936 год—1952 год                                                  |      |
| Генерал-губернатор            | Канада                    | Джон Бакен Александр Кембридж | 1935 год—1940 год 1940 год—1946 год                     |                                                                    |      |
| Премьер-министр               | Канада                    | Уильям Макензи Кинг           | 1921 год—1926 год, 1926 год—1930 год, 1935 год—1948 год |                                                                    |      |
|                               | Коста-Рика                | Президент                     | Леон Кортес Кастро Рафаэль Анхель Кальдерон Гуардия     | 1936 год—1940 год 1940 год—1944 год                                |      |
|                               | Куба                      | Президент                     | Федерико Ларедо Бру Фульхенсио Батиста                  | 1936 год—1940 год (1940 год—1944 год, 1952 год—1959 год)           |      |
| Премьер-министр               | Куба                      | Карлос Саладригас-и-Сайяс     | 1940 год—1942 год                                       |                                                                    |      |
|                               | Мексика                   | Президент                     | Ласаро Карденас Мануэль Авила Камачо                    | 1934 год—1940 год 1940 год—1946 год                                |      |
|                               | Никарагуа                 | Президент                     | Анастасио Сомоса Гарсиа                                 | 1937 год—1947 год, 1950 год—1956 год                               |      |
|                               | Панама                    | Президент                     | Аугусто Самуэль Бойд Арнульфо Ариас Мадрид              | 1939 год—1940 год (1940 год—1941 год, 1949 год—1951 год, 1968 год) |      |
| Флаг Сальвадора               | Сальвадор                 | Президент                     | Максимилиано Эрнандес Мартинес                          | 1931 год—1934 год, 1935 год—1944 год                               |      |
|                               | Соединённые Штаты Америки | Президент                     | Франклин Рузвельт                                       | 1933 год—1945 год                                                  |      |

## Южная Америка
| Флаг                          | Страна    | Должность            | Имя                                                                        | Начало и конец срока                                     | Фото |
| ----------------------------- | --------- | -------------------- | -------------------------------------------------------------------------- | -------------------------------------------------------- | ---- |
| Флаг Аргентины                | Аргентина | Президент            | Роберто Мария Ортис                                                        | 1938 год—1942 год                                        |      |
| Флаг Боливии                  | Боливия   | Президент            | Карлос Кинтанилья Кирога Энрике Пеньяранда                                 | 1939 год—1940 год 1940 год—1943 год                      |      |
|                               | Бразилия  | Президент            | Жетулиу Варгас                                                             | 1930 год—1945 год, 1950 год—1954 год                     |      |
|                               | Венесуэла | Президент            | Элеасар Лопес Контрерас                                                    | 1935 год—1941 год                                        |      |
| Флаг Колумбии                 | Колумбия  | Президент            | Эдуардо Сантос Монтехоо                                                    | 1938 год—1942 год                                        |      |
|                               | Парагвай  | Президент            | Хосе Феликс Эстигаррибия Ихинио Мориниго Мартинес                          | 1939 год—1940 год 1940 год—1948 год                      |      |
|                               | Перу      | Президент            | Мануэль Прадо-и-Угартече                                                   | 1939 год—1945 год, 1956 год—1962 год                     |      |
| Председатель Совета министров | Перу      | Альфредо Солф-и-Миро | 1939 год—1944 год                                                          |                                                          |      |
| Флаг Уругвая                  | Уругвай   | Президент            | Альфредо Бальдомир                                                         | 1938 год—1943 год                                        |      |
| Флаг Чили                     | Чили      | Президент            | Педро Агирре Серда                                                         | 1938 год—1941 год                                        |      |
| Флаг Эквадора                 | Эквадор   | Президент            | Андрес Кордова Хулио Энрике Морено (и. о.) Карлос Альберто Арройо дель Рио | 1939 год—1940 год 1940 год (1939 год, 1940 год—1944 год) |      |

## Комментарии
1. ↑  Коронация 18 марта 1940 года.
2. ↑  Военный, адмирал, министр флота. Ушёл в отставку под давлением армейского командования, обвинившего его в излишней умеренности.
3. ↑  Отправлен в отставку 28 ноября 1940 года после затягивания вопроса об объявлении войны Италии.
4. ↑  28 мая 1940 года подписал в одностороннем порядке акт о капитуляции Бельгии и находился в плену в Германии. В дальнейшем был отстранён от власти за сотрудничество с нацистами.
5. ↑  С 28 мая 1940 года в эмиграции во Франции, затем в Лондоне.
6. ↑  Ушёл в отставку после поражений британской армии и в связи с началом военных действий во Франции. Скончался от рака через несколько месяцев.
7. ↑  Первый лорд Адмиралтейства и председатель Военного координационного комитета. Возглавил коалиционный кабинет после отставки Н.Чемберлена.
8. ↑  Сотрудничал с советскими властями. 22 июля 1940 года депортирован из Латвии, скончался в Туркменистане в 1942 году.
9. ↑  Ушёл в отставку 19 июня 1940 года после того, как по требованию СССР назначил главой правительства Августа Кирхенштейна.
10. ↑  Латвийский учёный-микробиолог. Председатель Президиума Верховного совкета ЛССР в 1940—1952 годах.
11. ↑  Исполняющий обязанности президента после отставки А.Сметоны. Арестован 17 июля 1940 года и выслан в Саратов. Скончался во Владимирской области в 1955 году.
12. ↑  Пост президента упразднён в связи с вождением Литвы в состав СССР. Занимал пост Председателя Президиума Верховного Совета ЛитССР в 1940—1967 годах.
13. ↑  Семилетний срок полномочий истекал в 1945 году. Подал в отставку 14 июня 1940 года после советского ультиматума и бежал в Германию. Эмигрировал, погиб при пожаре в США в 1944 году.
14. ↑  Литовский писатель, поэт и драматург. Оставил пост в связи с преобразованием литовского правительства в Совет Народных Комиссаров ЛитССР. В 1941 году, после ухода из политики, возглавил Академию наук Литвы. В 1944 году эмигрировал, скончался в США в 1954 году.
15. ↑  Ушёл в отставку 17 июня 1940 года после того, как по требованию СССР назначил главой правительства Ю.Палецкиса.
16. ↑  В 1940—1945 годах в изгнании.
17. ↑  С 13 мая 1940 года правительство в изгнании в Лондоне.
18. ↑  Покинул Осло 9 апреля 1940 года. 7 июня 1940 года правительство эмигрировало в Лондон. До 1945 года на территории оккупированной Норвегии действовало коллаборационистское правительство Видкуна Квислинга.
19. ↑  Отрёкся от престола в пользу своего 19-летнего сына и эмигрировал. Скончался в Португалии в 1953 году.
20. ↑  Отправлен королём в отставку 4 июля 1940 года после потери Бессарабии и в связи с полной переориентацией на Германию. С 1944 года сотрудничал с Румынской коммунистической партией, занимал посты в правительстве Румынской Народной Республики.
21. ↑  Промышленник, политик прогерманской ориентации. Государственный секретарь в правительстве Г.Татареску. В 1944 году арестован, в дальнейшем вновь подвергался арестам. Умер в заключении в 1959 году.
22. ↑  Военный, генерал. 14 сентября 1940 года сформировал прогерманский кабинет с участием руководителей «Железной гвардии». В тот же день провозглашён Кондукэтором (вождём) и «главой легионерского режима».
23. ↑  Провозгласила независимость 14 марта 1939 года.
24. ↑  Исполняющий обязанности главы государства с 14 марта, президент с 26 октября 1939 года.
25. ↑  1 декабря 1939 года на занятой советскими войсками территории Финляндии была провозглашена Финляндская Демократическая Республика с временной столицей в Терийоки (глава правительства — Отто Куусинен). Подконтрольная СССР республика не имела поддержки среди населения Финляндии и 29 марта 1940 года в Москве было объявлено о самороспуске правительства О. Куусинена.
26. ↑  Подал в отставку 27 ноября 1940 года после перенесённого инсульта. Скоропостижно скончался 19 декабря 1940 года, до передачи власти избранному президентом Р. Рюти.
27. ↑  Избран президентом страны вместо К. Каллио. Вступил на пост в связи с его скоропостижной смертью.
28. ↑  Ушёл в отставку в связи с избранием президентом страны.
29. ↑  В связи с приближением к столице германской армии 14 июня 1940 года переехал из Парижа в Бордо. Отправлен в отставку 12 июля 1940 года в связи с реформой конституции и упразднением Третьей республики. Семилетний срок президентских полномочий завершался 5 апреля 1946 года.
30. ↑  Шестилетний срок полномочий истекал 24 апреля 1944 года. Подал в отставку 22 июля 1940 года в связи с провозглашением страны Советской Социалистической Республикой. 30 июля был арестован и депортирован в Уфу. Скончался в заключении в СССР в 1956 году.
31. ↑  Отправлен в отставку 21 июня 1940 года после того, как 17 июня в Таллинн вступили советские войска. До 1945 года — глава правительства в изгнании и исполняющий обязанности президента.
32. ↑  Эстонский литератор и поэт. Назначен на пост президентом К. Пятсом по требованию СССР. Оставил пост в связи с избранием Председателем Президиума Верховного Совета ЭССР и преобразованием эстонского правительства в Совет Народных Комиссаров ЭССР.
33. ↑  Скончался 27 марта 1940 года.
34. ↑  Занял пост после избрания новым лидером Лейбористской партии.
35. ↑  Скончался 7 марта 1940 года. Срок президентских полномочий истекал 16 августа 1942 года.
36. ↑  Вице-президент. Занял пост до истечения срока полномочий скончавшегося Х. Б. Пейнадо (16 августа 1942 года).
37. ↑  Завершился четырёхлетний срок президентских полномочий.
38. ↑  Избран на президентских выборах 1940 года на срок до 8 мая 1944 года.
39. ↑  Военный, генерал. Избран на президентских выборах 1940 года на срок до 10 октября 1944 года.
40. ↑  Пост премьер-министра учреждён Конституцией 1940 года.
41. ↑  Временный президент, до истечения срока полномочий скончавшегося президента Х.Аросемены 1 октября 1940 года.
42. ↑  Избранный президент. Срок полномочий — четыре года, до 1 октября 1944 года.
43. ↑  Военный, генерал, бывший главнокомандующий боливийской армией в Чакской войне. Избран на президентских выборах 10 марта 1940 года.
44. ↑  Военный, маршал (посмертно). Погиб в авиационной катастрофе 7 сентября 1940 года.
45. ↑  Генерал, военный и морской министр. Временный президент до 15 августа 1943 года.